# Jean Marchal
Pour les articles homonymes, voir Marchal.
Jean Marchal, né le 25 juin 1905 à Colombey-les-Belles (Meurthe-et-Moselle) et mort le 31 décembre 1995 à Asnières-sur-Seine, est un économiste et professeur d'économie politique français, membre de l'Académie des sciences morales et politiques.

## Biographie

### Jeunesse et études
Jean Marchal est recruté, à 18 ans, comme employé à la Société nancéienne de Banque. Il obtient une licence de droit en 1926, et passe trois certificats d'études supérieures (droit privé et public, économie politique). En 1929, il obtient le grade de docteur en droit, mention sciences économiques. L'année suivante, il devient pensionnaire à la Fondation Thiers, comme assistant d'ethnologie juridique à la faculté de droit de Paris. En 1934, il est reçu à l'agrégation de sciences économiques.

### Parcours professoral
De 1931 à 1935 il est chargé de cours à la Faculté de droit de Nancy, devient professeur agrégé à partir de 1935, et enfin professeur titulaire en 1939. À partir de 1946 il est chargé de cours à la Faculté de droit de Paris et à l'Institut d'études politiques de Paris, jusqu'en 1972. 
Il est également nommé professeur sans chaire (1949), puis titulaire (1952) à la Sorbonne. En 1957, il est directeur d’études à l'École pratique des hautes études (VIe section). De 1963 à 1966, Jean Marchal est membre du directoire du CNRS, puis, entre 1972 et 1975, professeur invité au département d'économie politique de l'université de Genève.
Outre ses qualités d'économiste, il est un amateur averti de montagne, et réalisa l'ascension du Mont-Blanc et de la plupart des aiguilles de Chamonix.

## Distinctions et responsabilités associatives ou publiques
Jean Marchal avait été élu le 24 novembre 1980 à l'Institut de France (Académie des sciences morales et politiques) dans la section Économie politique, Statistique et Finances. Il avait repris le siège laissé vacant par la disparition de Gaston Leduc. Jean-Claude Casanova lui a succédé en 1996.
- Membre du Conseil économique (1947-1950)
- Docteur honoris causa des universités de Genève, Liège et Thessalonique.
- Membre du comité de direction de la Revue d'économie politique et du comité de rédaction de la Zeitschrift für Nationalökonomie.
- Membre de l'Association internationale de science économique (vice-président) et de la Société royale d'économie politique de Belgique (Charleroi).
- Membre du Comité consultatif des universités, de la Commission supérieure d'études fiscales (ministère des Finances), de la Commission des Comptes et Budgets économiques de la Nation, du Conseil du Centre d'études des revenus et des coûts, du Comité de direction des publications de l'Institut national de la statistique, du Comité d’honneur de l’Institut français d’histoire sociale et du Conseil d'administration de la Fondation nationale des sciences politiques.
- Membre de l'Académie de Stanislas[3] (Nancy) et de l’Académie des Lyncéens (Rome).
- Collaboration à la Revue de science et de législation financière. 1935 - Chronologie économique internationale.

## Sources et références
1. ↑  « matchID - Moteur de recherche des décès », sur deces.matchid.io (consulté le 9 août 2022)
2. ↑  Gérard Vincent et Anne-Marie Dethomas, Sciences po: Histoire d'une réussite, Plon (réédition numérique FeniXX), 1er janvier 1987 (ISBN 978-2-259-26077-0, lire en ligne)
3. ↑  (fr) « MARCHAL Jean », sur le site du Comité des travaux historiques et scientifiques (CTHS) (consulté le 25 octobre 2013)

- Notice biographique sur le site de l'Académie des sciences morales et politiques